# واکنش‌ها به مداخله به رهبری عربستان سعودی در جنگ داخلی یمن (۲۰۱۵–اکنون)
واکنش‌ها نسبت به مداخله به رهبری عربستان سعودی در جنگ داخلی یمن سه گونه بوده است: موافق، مخالف و بی‌طرف

## موافق
- اسرائیل - در روز ۲۹ مارس، بنیامین نتانیاهو، نخست‌وزیر اسرائیل، ادعای حمایت ایران از حوثی‌ها را مورد انتقاد قرار داد و اظهار داشت که «محور ایران-لوزان-یمن برای بشریت بسیار خطرناک است و باید جلوی آن گرفته شود» که این گفته در اشاره به مذاکرات هسته‌ای بین ایران و کشورهای ۵+۱ است.[۱][۲][۳][۴][۵] همچنین گزارش‌های تأییدنشده‌ای از طرف حوثی‌ها مبنی بر مشارکت مستقیم اسرائیل در یمن وجود دارد.[۶]
- فلسطین - دولت خودگردان فلسطین نیز حمایت خود از چیزی که آن را ائتلاف عربی نامیده را اعلام کرده و اظهار داشته است که یک چنین ائتلافی برای مقابله با حماس هم باید شکل بگیرد که از نظر آن‌ها در کودتایی در سال ۲۰۰۷ کنترل نوار غزه را به‌طور غیرقانونی بدست گرفته است.[۷]
- حماس در ۳۰ مارس حمایت خود از این مداخلهٔ نظامی به رهبری عربستان را اعلام کرد.[۸]
- بنگلادش - وزارت امور خارجهٔ بنگلادش در بیانیه‌ای عملیات خشونت‌آمیز حوثی‌ها در یمن را محکوم کرد و حمایت خود از عملیات به رهبری عربستان سعودی در جهت بازگرداندن قدرت به دولت هادی را ابراز داشت.[۹]
- کانادا - در ۲۷ مارس، راب نیکلسون، وزیر امور خارجهٔ کانادا، در بیانیه‌ای رسمی با ابراز نگرانی از وضعیت یمن، اقدامات حوثی‌ها علیه دولت منصور هادی را مایهٔ ناامنی در منقطه دانست و حمایت کشورش را از اقدامات نظامی عربستان سعودی و شورای همکاری کشورهای عرب خلیج در دفاع از مرزهای عربستان و در پاسخ به درخواست رئیس‌جمهور یمن اعلام کرد.[۱۰]
- ایالات متحده آمریکا - کاخ سفید اعلام کرد باراک اوباما به نیروهای آمریکایی اجازه داده است با حمایت‌های لجستیک و اطلاعاتی از عملیات نظامی عربستان حمایت کنند.[۱۱]
- فرانسه - فرانسه این مداخلهٔ نظامی را به درخواست رئیس‌جمهور یمن دانست و اعلام کرد که از یمن و منصور هادی حمایت می‌کند.[۱۲]
- بریتانیا - بریتانیا از تصمیم عربستان برای مداخلهٔ نظامی در یمن در پی درخواست رئیس‌جمهور آن کشور ابراز حمایت کرد و اقدامات حوثی‌ها را بی‌احترامی به فرایندهای سیاسی دانست.[۱۳]
- ترکیه - رجب طیب اردوغان اعلام کرد که ترکیه از این مداخلهٔ نظامی حمایت خواهد کرد. او همچنین جاه‌طلبی منطقه‌ای ایران هم در عراق و هم در یمن را مورد انتقاد قرار داد.[۱۴]
- افغانستان - دولت افغانستان در اعلامیه‌ای که توسط دفتر ریاست‌جمهوری این کشور منتشر شد از ایجاد ائتلاف نظامی در مقابله با حوثی‌های یمن حمایت کرد و اعلام کرد که با تمام نیرو در کنار عربستان خواهد ایستاد. در این اعلامیه آمده است که این تصمیم پس از مشورت با علما، روحانیون و رهبران سیاسی و جهادی در جلسهٔ شورای امنیت ملی این کشور اتخاذ شده است.[۱۵]
- جیبوتی - محمد علی یوسف وزیر امور خارجهٔ جیبوتی گفت که کشورش از مداخلهٔ خارجی در یمن پشتیبانی می‌کند.[۱۶]

## بی‌طرف
- سازمان ملل متحد - فرهان حق، سخنگوی وکیل پارلمان سازمان ملل، گفته است که سازمان ملل «به دنبال جزئیات بیشتر است» و اضافه کرده است که سازمان ملل اعتقادی به مداخلهٔ نظامی بر حل کردن مشکلات یمن ندارد.[۱۷]
- عمان - عمان با وجود آنکه یکی از اعضای شورای همکاری کشورهای خلیج فارس است، تصمیم گرفته است که وارد این ائتلاف نشود، اما کمک‌های انسان‌دوستانه به یمن اهدا کند.[۱۸][۱۹]
- اندونزی - وزیر امورات مذهبی اندونزی، حکیم سیف‌الدین، در رابطه با مداخلهٔ نظامی ابراز نگرانی کرده و ابراز امیدواری کرده که این مداخلهٔ نظامی تا بدتر نشده هر چه زودتر پایان یابد.[۲۰]
- چین - دولت چین نگرانی‌های شدیدی از وضعیت حاکم بر یمن اظهار داشته است و خواستار آن شده که تمام طرفین، این مشاجره را با گفتگو حل کنند.[۲۱]
- تونس - وزیر امور خارجهٔ تونس، در یک گفتگوی مطبوعاتی از اوضاع یمن ابراز نگرانی کرده است و خواستار گفتگو و رایزنی برای حل مشکلات شده است.[۲۲]

ژاپن و الجزایر هم بی‌طرف بوده‌اند.

## مخالف
- اتحادیه اروپا - اتحادیه اروپا با این مداخلهٔ نظامی مخالفت کرده و اظهار داشته که مداخله نظامی این بحران را حل نخواهد کرد و دربارهٔ «پیامدهای منطقه‌ای جدی» آن ابراز نگرانی کرده و اظهار داشته که چنین مداخله‌ای راه حل این مشکل نیست و از قدرت‌های منطقه‌ای خواستار «عملکرد مسئولانه» شده است.[۲۳][۲۴]
- روسیه - رئیس‌جمهور روسیه، ولادیمیر پوتین، درخواست «توقف سریع فعالیت‌های نظامی» در یمن را کرده است. کرملین همچنین توصیه کرده که تلاش‌هایی برای یافتن راه حل صلح‌آمیز برای مشکلات یمن صورت گیرد.[۲۵]
- عراق - ابراهیم جعفری، وزیر امور خارجهٔ عراق، مخالفت دولت عراق با این مداخلهٔ نظامی را در ۲۶ مارس در یکی از ملاقات‌های سران خلیج فارس اعلام داشته است.[۲۶]
- ایران - محمد جواد ظریف این مداخلهٔ نظامی را «رویدادی خطرناک که باعث بی‌ثبات شدن منطقه می‌شود» توصیف کرده است.[۲۷] هرچند که ایران متهم به حمایت از حوثی‌ها شده است، اما ایران ادعاهای مربوط به ارسال اسلحه به یمن را «کاملاً ساختگی و کذب محض» دانست.[۲۸] وزیر امور خارجهٔ ایران خواستار توقف هر چه سریع‌تر «تهاجمات نظامی» شده است. مطبوعات دولتی ایران این حمله را «تهاجمی با پشتیبانی ایالات متحده» از طرف عربستان و دیگر متحدان منطقه‌ای‌اش توصیف کرده‌اند. ایران این اقدام عربستان را «یک گام خطرناک» از طرف ریاض دانسته و دربارهٔ آن هشدار داده است و توضیح داده است که این رزم‌آرایی سعودی‌ها با یک ائتلاف سنی در برابر دشمنان شیعی‌شان ممکن است شرایط برای پایان دادن به نزاعی که ممکن است باعث مشتعل شدن دشمنی‌های فرقه‌ای که از قبل هم باعث بالاگرفتن منازعات در خاور میانه شده‌اند را پیچیده‌تر کند. یک مقام ارشد ایرانی اظهار داشته است که تهران به مداخلهٔ نظامی در یمن فکر نمی‌کند. محمد جواد ظریف در مصاحبه‌ای با خبرگزاری ایرانی عربی‌زبان العالم اظهار داشته است «ما خواستار توقف بی‌درنگ عملیات نظامی عربستان در یمن هستیم».
- سوریه - وزیر امور خارجهٔ سوریه نگرانی «عمیق» خود از اوضاع یمن را ابراز داشته است. در حالی که سوریه بر روی احترام به استقلال یمن تأکید کرده است، از تمام احزاب یمنی خواسته است که به گفتگو مبادرت ورزند تا راه حلی سیاسی مطابق با خواست مردم یمن دست یابند.[۲۹]
- حزب‌الله لبنان از مخالفان حمله به یمن است.
- جبهه مردمی آزادی فلسطین با حمله نظامی به یمن مخالفت کرده است.